# Лука Аџић
Лука Аџић (Београд, 17. септембар 1998) српски је фудбалер. Син је Ивана Аџића, бившег српског фудбалера.
Постигао је оба поготка за Чукарички директно из корнера у ремију са суботичким Спартаком резултатом 2 : 2, 12. марта 2024. године. Два поготка на такав начин постигао је Владимир Мудринић као фудбалер Војводине, 25 година раније, на сусрету с крагујевачким Радничким.

## Трофеји
Црвена звезда
- Суперлига Србије (1): 2017/18.